# Pardosa xinjiangensis
Pardosa xinjiangensis là một loài nhện trong họ Lycosidae.
Loài này thuộc chi Pardosa. Pardosa xinjiangensis được Hu & Wu miêu tả năm 1989.